# Parques Reunidos
Parques Reunidos est un groupe espagnol majeur du secteur des loisirs gérant de nombreux parcs de loisirs, parcs d'attractions, aquariums, parcs marins, parcs zoologiques, parcs aquatiques, centres de divertissement et téléphériques.
Constitué en 1967 sous le nom de Parque de Atracciones Casa de Campo de Madrid, S.A., il est, début 2016, le huitième opérateur mondial de parcs de loisirs et le deuxième d'Europe, avec 61 parcs dans 14 pays. Il est ainsi présent en Europe (Espagne, France, Royaume-Uni, Danemark, Pays-Bas, Belgique, Italie, Allemagne, Norvège et Portugal), en Amérique (États-Unis et Argentine), au Moyen-Orient (Émirats arabes unis) et en Asie (Vietnam).

## Historique
Le groupe est fondé en 1967 sous le nom de Parque de Atracciones Casa de Campo de Madrid, S.A., il gère alors le parc d'attractions du même nom, au sein du parc urbain madrilène Casa de Campo.
Il entre en bourse en 1999, et attire l'attention sur cet événement en faisant défiler Plaza de la Lealtad à Madrid, l'éléphante d'Asie Clarisa du Zoo Aquarium de Madrid. Cette initiative reçoit en effet une importante couverture médiatique, après que l'éléphante, gênée par l'agitation et le trafic, a tenté de s'enfuir avant d'être sédatée au fusil hypodermique et de s'effondrer devant une porte du Palais de la bourse de Madrid. Après son premier jour de cotation, son action chute de 4,5 %.
En 2003 il est acheté par la société financière de capital risque américaine Advent International, qui la sort de bourse en 2004. En 2006 le groupe achète le Marineland d'Antibes, au capital figurent alors également la banque américaine Morgan Stanley, la compagnie d'assurance écossaise Standard Life et l'équipe dirigeante du groupe.
En 2007 après avoir acquis Parque Warner Madrid, le groupe est vendu au fonds d'investissement britannique Candover Investments (en), aujourd'hui renommé Arle Capital Partners. Ce fonds d'investissement détient 60 % de Parques Reunidos, le reste étant détenu à parts égales par l'entreprise britannique Bourne Leisure (en) et par l'équipe dirigeante du groupe. Le 24 août 2007, Parques Reunidos achète le groupe Palace Entertainment à MidOcean Partners (en) pour 330 millions de dollars. Cette opération fait de Palace Entertainment la filiale américaine de Parques Reunidos. Le groupe reçoit achète ensuite Kennywood Entertainment, la société américaine détenant notamment le parc Kennywood. Depuis 2009, Palace Entertainment — la filiale américaine de Parques Reunidos — gère ainsi les parcs ayant appartenu à Kennywood Entertainment. Le 2 mars 2012, l'entreprise acquiert également Noah’s Ark, le plus grand parc aquatique d'Amérique.
En 2014, son chiffre d'affaires atteint 534 millions d'euros, en employant environ 18 000 personnes dans 54 parcs présents dans 12 pays. En juin 2015, il se sépare de l'Oceanogràfic de Valence à la suite d'un conflit financier avec la Cité des arts et des sciences.
En décembre 2015, le fonds d'investissement britannique Arle Capital Partners qui possède le groupe, souhaite le vendre et demande un prix minimum de 2 milliards d'euros. Parmi les potentiels acheteurs figurent les groupes chinois Wanda et Fosun. Cette vente lui est déconseillée par des conseillers financiers extérieurs à la suite de la situation politique incertaine de l'Espagne après les élections générales de décembre 2015. Comme alternative, le groupe l'introduit en bourse en mai 2016, Arle Capital Partners ayant mandaté la banque Morgan Stanley et la Deutsche Bank pour être les coordinatrices de ce processus. La société est depuis ce mois cotée à la bourse de Madrid sous le code PQR.
En janvier 2017, le groupe transfère son siège de ses locaux historiques au sein du Parque de Atracciones de Madrid à la Tour Puerta de Europa II.
En 2021, le groupe se sépare de trois parcs ; Aquópolis Sevilla, Aqualud et Miami Seaquarium.
Le 18 mars 2025, Herschend Family Entertainment Corporation annonce avoir conclu un accord pour acquérir tous les parcs américains de Palace Entertainment, la filiale de Parques Reunidos,,. Le 3 avril 2025, la Compagnie des Alpes rachète Belantis à Parques Reunidos pour 22 millions d'euros.

## Actionnariat
En janvier 2017, Arle Capital Partners et Smithfield Capital sont actionnaires majoritaires et possèdent 28,44 % du capital. Arle Capital tient ses actions via deux de ses sociétés, Monkwood Luxco et Centaur Luxco, tandis que Smithfield Capital les tient via sa société Panda LP. Parmi les autres sociétés actionnaires du groupe figurent Fidelity, le fond Hengistbury et Marlowe Capital.
Le fonds d'investissement Arle Capital a lui-même pour deux principaux actionnaires la banque Morgan Stanley et la Corporación Financiera Alba, une des principales entreprises de la famille March (es).

## Parcs de loisirs

### Parcs d'attractions
- Adventureland, Altoona  États-Unis
- Attractiepark Slagharen, Slagharen  Pays-Bas
- Bobbejaanland, Lichtaart  Belgique
- BonbonLand, Seeland  Danemark
- Castle Park, Californie  États-Unis
- Dutch Wonderland, Pennsylvanie  États-Unis
- Idlewild & Soak Zone, Pennsylvanie  États-Unis
- Kennywood, Pennsylvanie  États-Unis
- Lake Compounce, Connecticut  États-Unis
- Mirabilandia, Ravenne  Italie
- Movie Park Germany, Bottrop  Allemagne
- Parque de Atracciones de Madrid,  Espagne
- Parque Warner Madrid,  Espagne
- Story Land, New Hampshire  États-Unis
- TusenFryd,  Norvège
- Motiongate DubaÏ,  Émirats arabes unis
- Bollywood Parks Dubaï,  Émirats arabes unis
- Dragon Park (en),  Viêt Nam

### Parcs aquatiques
- Aqualud, Le Touquet  France
- Aquasplash, Antibes  France
- Aquópolis, Cartaya  Espagne
- Aquópolis Costa Daurada  Espagne
- Aquópolis, San Fernando de Henares  Espagne
- Aquópolis, Séville  Espagne
- Aquópolis, Torrevieja  Espagne
- Aquópolis, Villanueva de la Cañada  Espagne
- Aquópolis, Cullera  Espagne
- Big Kahuna's, Floride : Destin  États-Unis
- Bø Sommarland  Norvège
- Mirabilandia Beach  Italie
- Mountain Creek Waterpark, New Jersey : Vernon  États-Unis
- Noah's Ark Water Park, Wisconsin  États-Unis
- Raging Waters Sacramento, San Jose, San Dimas  États-Unis
- Sandcastle Waterpark, Pittsburgh, Pennsylvanie  États-Unis
- Splish Splash, New York : Riverhead  États-Unis
- Water Country, Portsmouth, New Hampshire  États-Unis
- Wet 'n Wild Orlando, Floride  États-Unis
- Wet 'n Wild, Greensboro, Caroline du Nord  États-Unis
- Wild Waters, Ocala, Floride  États-Unis
- Typhoon Water Park,  Viêt Nam

### Zoos, aquariums et delphinariums
En Espagne, le groupe, premier acteur sur ce secteur, possède cinq établissements zoologiques : le delphinarium Aquópolis Costa Dorada en Catalogne, les parcs Selwo Aventura et Selwo Marina en Andalousie et enfin les deux parcs zoologiques de Madrid, Faunia et le Zoo Aquarium de Madrid. Ce dernier fait partie des quatre établissements zoologiques espagnols les plus fréquentés qui dépassent régulièrement les 900 000 visiteurs annuels.
Bien implanté au Royaume-Uni, il y possède trois établissements : le Lakes Aquarium (en) dans le Cumbria, le zoo de Blackpool dans le Lancashire et l'Oceanarium Bournemouth (en) dans le Dorset.
Aux États-Unis, le groupe possède le principal delphinarium de l'archipel hawaïen, le Sea Life Park Hawaii ainsi que le Miami Seaquarium en Floride. Il est également le propriétaire du Mar del Plata Aquarium en Argentine et du Marineland d'Antibes, en France.
Sur les douze établissements zoologiques que possède le groupe, sept présentent des cétacés (principalement grands dauphins et des orques, mais aussi des dauphins à flancs blancs du Pacifique une fausse orque et des hybrides), Parques Reunidos est ainsi un acteur majeur du secteur des delphinariums.

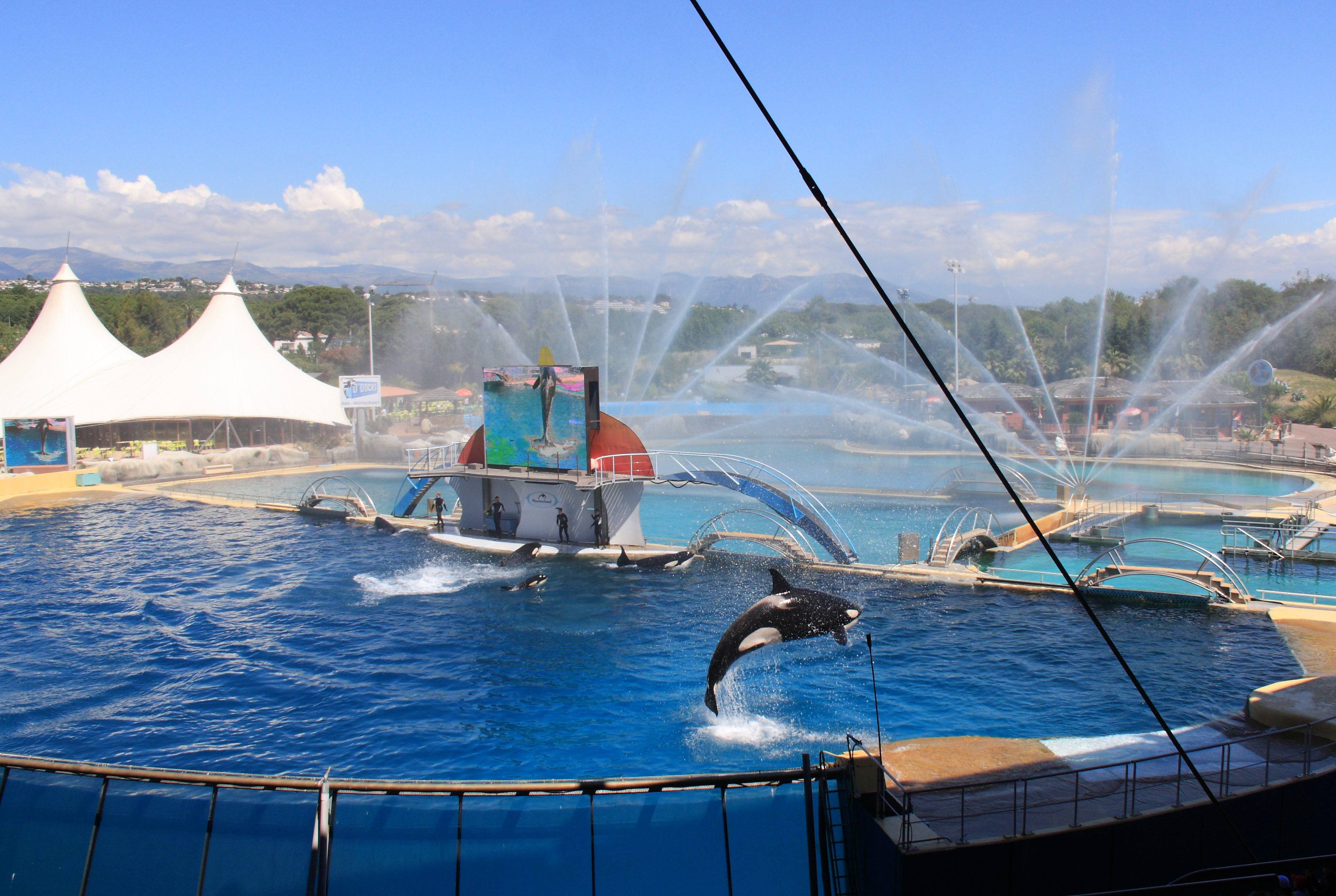
Marineland d'Antibes, France.
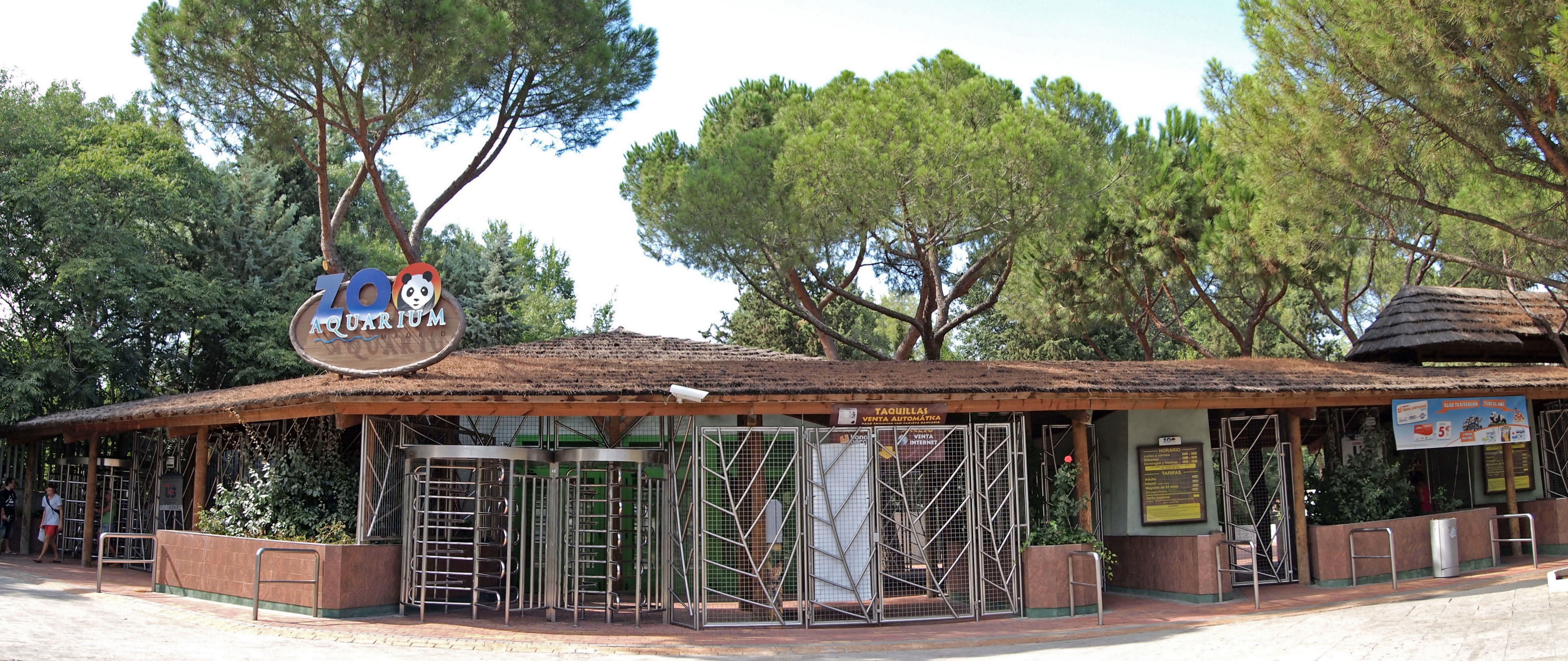
Le Zoo Aquarium de Madrid, en Espagne.
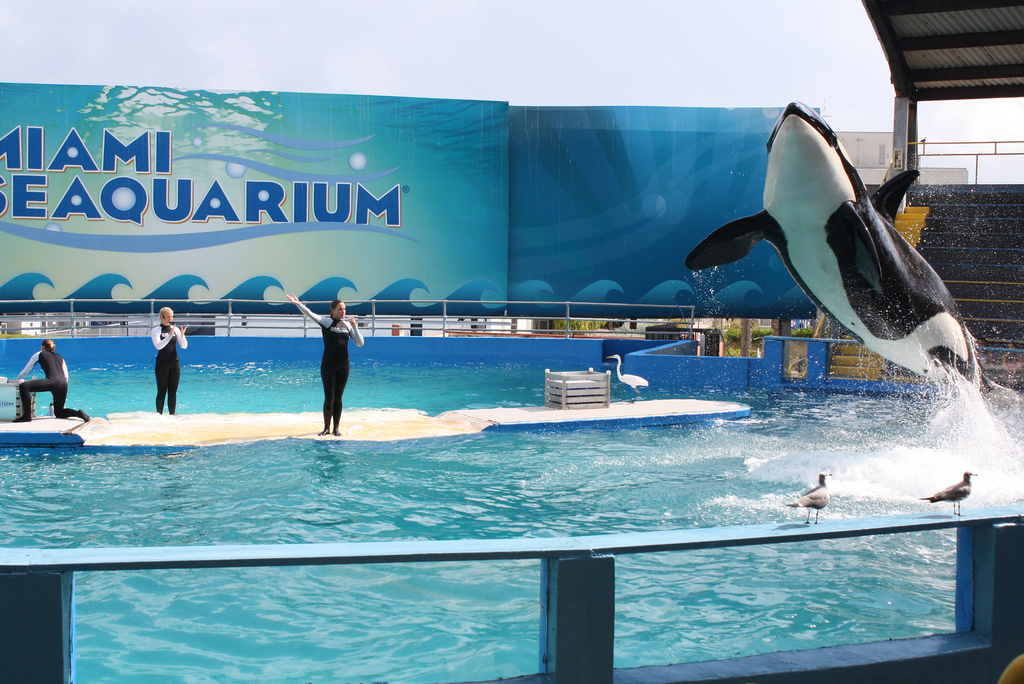
Le Miami Seaquarium, aux États-Unis.
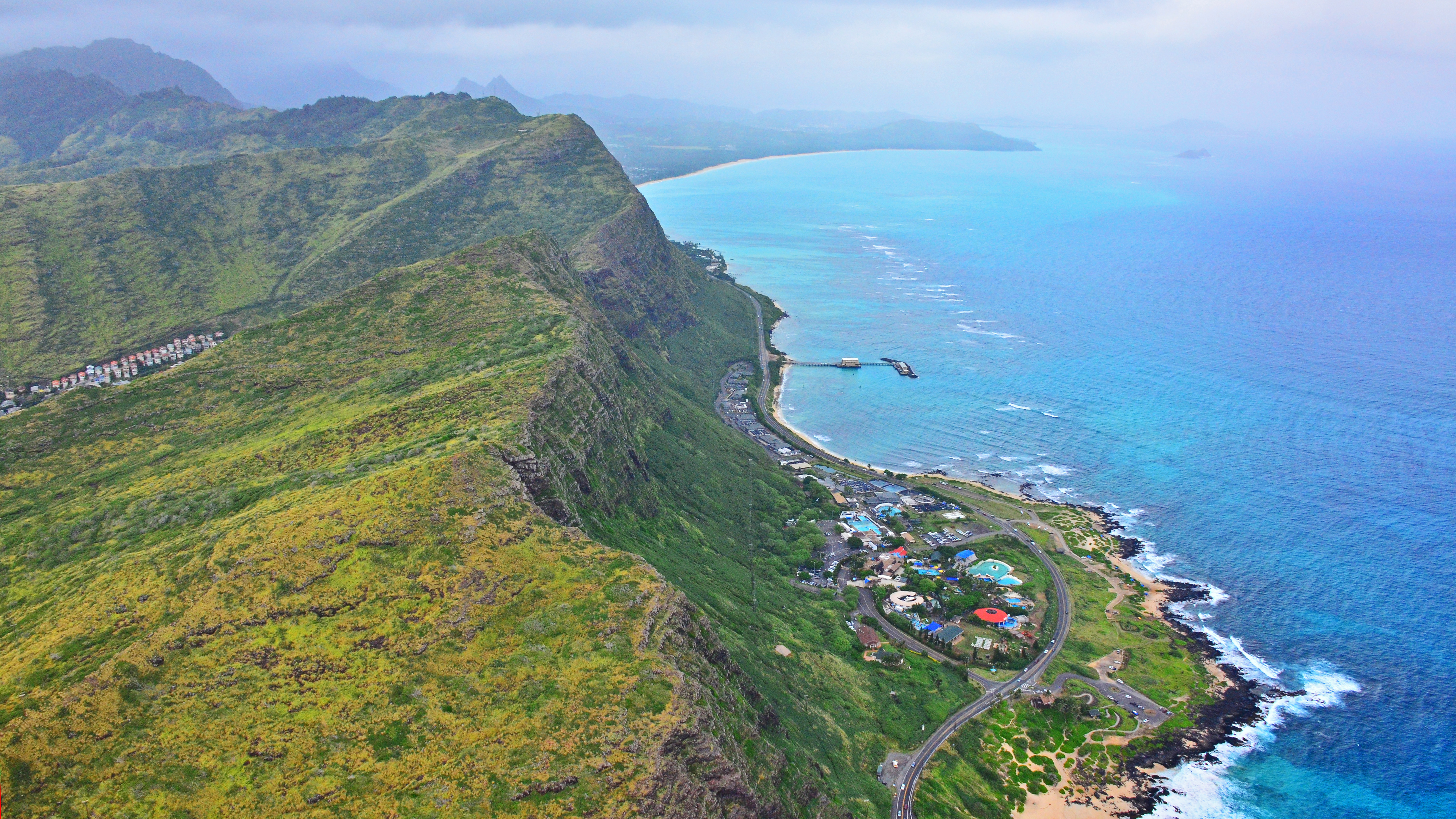
Le Sea Life Park Hawaii.

De 2002 à 2015 le groupe a également assuré la gestion de l'Oceanogràfic de Valence, propriété de la Généralité valencienne.

### Centres de divertissement familial
- Boomers! Parks, Californie : El Cajon, Fresno, Irvine, Livemore, Fountain Valley, Modesto, Palm Springs, San Diego, Santa Maria, Upland, Vista  États-Unis
- Boomers! Parks, Floride : Boca Raton, Greater Fort Lauderdale  États-Unis
- Boomers! Parks, New York : Medford  États-Unis
- Malibu Grand Prix, Redwood City, Norcross, San Antonio  États-Unis
- Montasia, Géorgie  États-Unis
- Montasia, Texas  États-Unis
- Speed Zone, Californie : Los Angeles  États-Unis
- Speed Zone, Texas : Dallas  États-Unis

### Téléphériques
- Téléphérique de Madrid,  Espagne
- Téléphérique de Benalmádena,  Espagne